# Forces armées de l'Empire allemand
 (décembre 2014).
 (juillet 2014).
Si vous disposez d'ouvrages ou d'articles de référence ou si vous connaissez des sites web de qualité traitant du thème abordé ici, merci de compléter l'article en donnant les références utiles à sa vérifiabilité et en les liant à la section « Notes et références ».
Les forces armées de l'Empire allemand sont constituées par la marine de guerre, l'armée de terre et la force aérienne de 1871 à 1919.
Composées par les armées nationales des états qui constituent l'Empire, elles héritent de la puissance militaire prussienne pour soutenir le pouvoir impérial. Elles seront défaites lors de la Première Guerre mondiale.

## Armée impériale

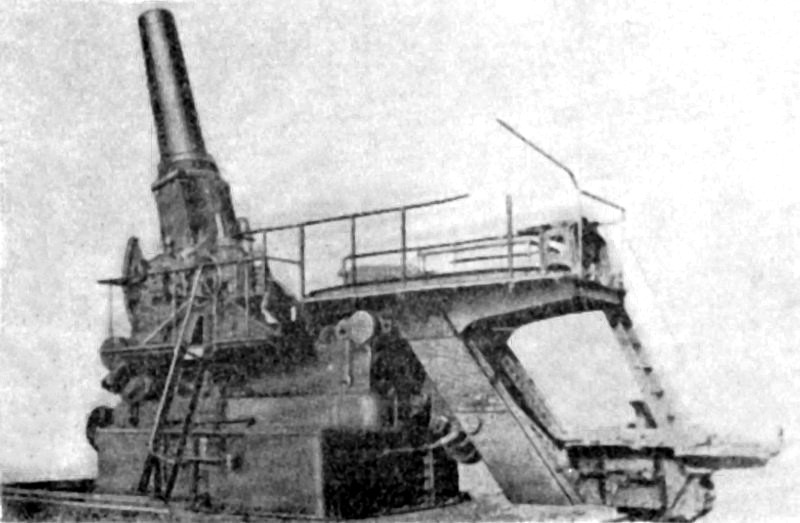
Photographie de la "Dicke Bertha"

Lors des guerres contre la France, l’Autriche et le Danemark, l’armée allemande était majoritairement constituée de soldats prussiens. La Prusse, État fondateur de l’Empire, était un pays à forte tradition militaire, d’ailleurs Mirabeau a dit : « La Prusse n’est pas un État qui possède une armée, c’est une armée qui a conquis une nation ».
De Sadowa à Paris, l’armée prussienne était reconnaissable grâce à son uniforme de couleur « bleu prussien ». Son équipement, moderne, comporte un casque de cuir bouilli, appelé aussi « casque à pointe », des effets faciles à enfiler, un équipement individuel qui s’enlève très rapidement quand on défait la boucle du ceinturon, un fusil Dreyse moderne fonctionnant par une culasse à un coup et une percussion à aiguille. L’état-major sait utiliser les chemins de fer, y compris au profit du ravitaillement.

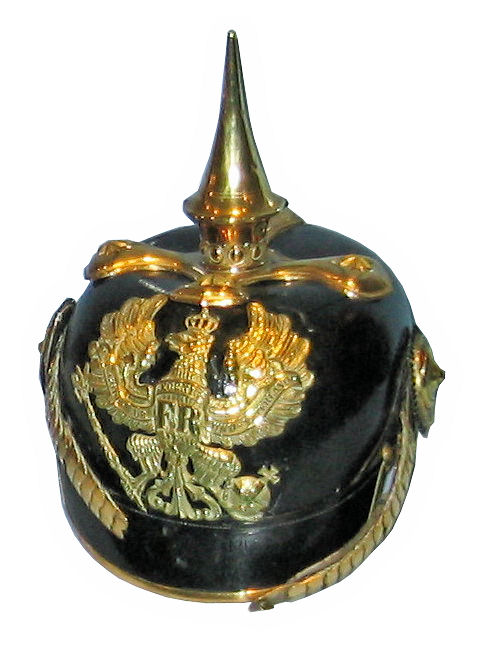
Casque d'un officier prussien des dragons entre 1860 et 1870

Après la période d’unification, la nouvelle Deutsches Heer ne combat plus en Europe jusqu’à la Grande Guerre. Mais elle combat dans les colonies, notamment en Chine pour lutter contre la révolte des Boxers. Ou bien elle parade, comme à Damas, au Maroc et, bien sûr, à Berlin.
Mais la diminution de son activité permet son amélioration. En effet, les ingénieurs militaires améliorent les armes, les tenues et l’artillerie. Vers 1910, on parle de nouveaux engins militaires comme les tanks et les avions.
Quand l’ordre de mobilisation générale est proclamé en 1914, l’armée a changé. Les soldats ont perdu leur rigide élégance prussienne pour adopter une silhouette plus rustique. En 1916, il est bien équipé malgré la pénurie qui sévit au pays. Vêtu de gros drap vert pâle, idéal pour le camouflage, ainsi que de bonnes bottes, il est protégé par un casque d’acier et un masque anti-gaz. Son fusil Mauser 1898 calibre 7,92 mm est ultramoderne. Les fantassins possédaient aussi des lance-flammes, invention d’un capitaine de pompiers. Arme à tir très court, il cause de cruelles blessures et terrorise les soldats.
Les chars, sous-estimés par les généraux allemands en 1914, ne sont fabriqués qu’en très faible quantité. Mais vers 1916-1917, ils sont améliorés et sont devenus de redoutables armes au sein des armées alliées. L’artillerie joue un rôle important dans la guerre. Extrêmement développée en Allemagne, elle fut, avec l'obusier de 120 mm, redoutée des ennemis du Reich. Des canons énormes comme la Grosse Bertha font des ravages sur les champs de bataille. Mais il y avait des petits engins, les lance-mines qui sont des armes à bon marché qui servent d’artillerie légère. Leurs tirs sont courts et courbes. Enfin, l’aviation développée vers le début de la guerre n’est encore qu’au stade expérimental. Ce sont des hommes qui lancent de petites grenades à partir de l’appareil.

## Marine

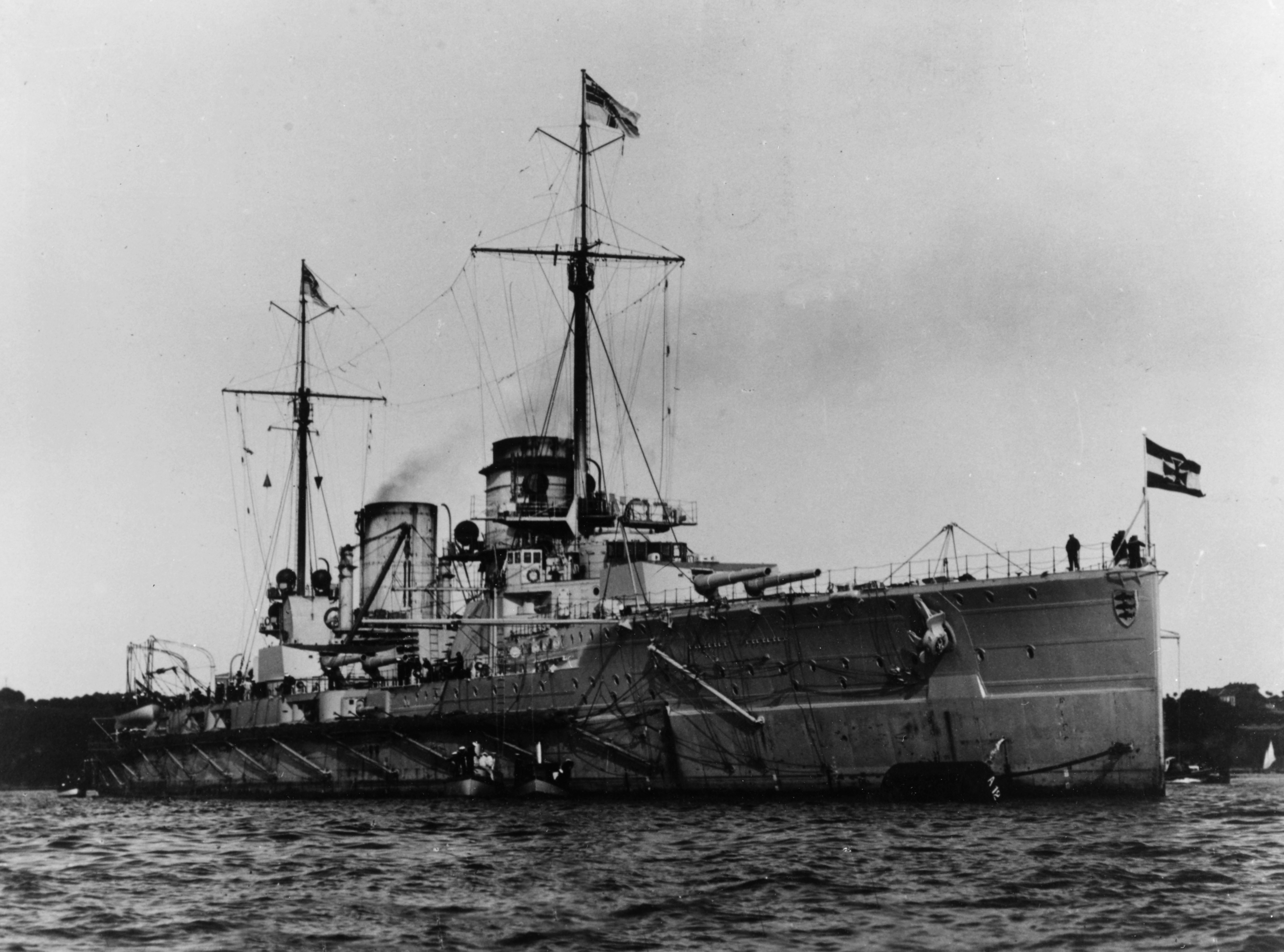
Le Seydlitz

Avant la guerre contre la France, en 1870, la marine allemande ne constituait pas encore une arme redoutable. Pourtant la Confédération de l'Allemagne du Nord achetait pour sa Norddeutsche Bundesmarine à la Grande-Bretagne tout son matériel maritime et même son matériel de guerre, à l'exception des canons. Dès 1871, von Moltke, entrant en lutte avec la plupart de ses généraux, qui voulaient réduire la marine à la stricte défense des côtes, se résolut à l'affranchir de la servitude que l'armée de terre prétendait lui imposer. Malgré l'autorité du vieux maréchal, la doctrine contraire prévalut encore pour quelque temps. De 1873 à 1888, l'Allemagne organisa une marine défensive; à partir de 1889, une marine offensive. Cette marine fut dirigée par le général von Stoch, puis par le général Leo von Caprivi. En vain, Bismarck, gagné aux idées nouvelles s'écria : "Il nous faut des bâtiments de haute mer et un canal de la Baltique à la mer du Nord qui leur livre l'espace !". Le général von Caprivi se contenta d'organiser la défense des côtes, mais il organisa bien et créa de bons torpilleurs. Guillaume II eut là un solide point de départ pour ses hardis projets. Sans s'arrêter aux difficultés, il sépara l'administration du haut commandement, pour le plus grand bien de l'une et de l'autre. Il institua un cabinet maritime sur lequel il exerçait une surveillance personnelle et il y annexa un service spécial appelé "Bureau des Renseignements" : service d'espionnage où, selon la coutume allemande, sont employés des officiers de réel mérite.
Grâce au développement de l'industrie, le recrutement des marins devenait toujours plus facile. Bien différents des anciens bateaux qui exigeaient des hommes de mer doués et expérimentés, les cuirassés avaient surtout besoin de mécaniciens, d'électriciens, d'ajusteurs, en mot, d'ouvriers d'élite. L'Allemagne n'avait rien qui ressemble à l'inscription maritime.
Organisés avec méthode, les arsenaux et les écoles fournirent le matériel, les équipages et les officiers que l'Empereur souhaitait. Dès qu'il fut en possession de ces bons résultats, il s'appliqua à les développer. Il avait à vaincre la vieille jalousie de l'armée, l'opposition du Parlement, l'hostilité de la plupart des partis politiques. À tous, il s'efforça de prouver que l'agriculture, le commerce et l'industrie avaient tout à attendre d'une marine de premier ordre. Le canal de la Baltique à la mer du Nord, creusé aussi vite que possible, avait été inauguré avec éclat en 1895. Ni la Grande-Bretagne, ni la France ne parurent d'abord s'inquiéter de cette œuvre stratégique, pourtant si importante. Elles ne comprirent le danger que le jour où elles virent l’amiral von Tirpitz, le confident de Guillaume II, déposer au Reichstag un projet qui, d'un seul coup, doublait la marine de guerre (29 octobre 1899).
Pour entraîner de nouveau l'opinion, le Gouvernement allemand usa de tous les moyens : articles de journaux ou de revues, brochures, livres, conférences. Il fit remonter les torpilleurs dans les fleuves, aussi haut que la profondeur de l'eau le permettait, afin de frapper l'imagination des "terriens". Le Reichstag donna son adhésion au projet. En Allemagne, les crédits furent votés, non pas pour une seule année, comme en France, mais pour plusieurs années. Le Ministère de la Marine connaissait donc les fonds dont il pouvait disposer. Ainsi, les constructions s'échelonnent avec méthode. Dès qu'un navire était arrivé à la limite d'âge, il était immédiatement remplacé. Une mise à la réforme déclenchait une mise en chantier.
Les dépenses pour la marine augmentaient sans cesse. L'Allemagne possédait, en 1914 :
27 cuirassés, 12 croiseurs cuirassés, 9 garde-côtes, 38 navires éclaireurs, 10 canonnières, 8 vaisseaux-écoles, 13 navires spéciaux, 201 torpilleurs et 12 sous-marins. L'Empire avait 3 arsenaux : Kiel, Wilhelmshafen et Danzig (chantier de construction). Il usait de divers établissements privés. Dans la marine le service était obligatoire, comme dans l'armée, de 17 à 45 ans : 3 ans dans la marine active, 4 dans la réserve et le reste dans la Seewehr (en) et le Landsturm. Les hommes étaient répartis dans des divisions (Abteilungen) qui comprenaient la section des matelots et celle des chantiers. Les sous-officiers (Deckoffiziere) devaient subir des examens très sérieux. Les officiers sortaient d'une école spéciale de cadets. Ils y étaient restés 3 ans, puis avaient subi un examen et avaient été nommés lieutenants. Les fortifications, établies sur le rivage et armées avec soin, étaient reliées par un chemin de fer stratégique. Le commandement et l'administration formaient toujours deux services séparés. L'un achetait, préparait, construisait; l'autre utilisait et dirigeait. À la tête de l'un était un sous-secrétaire d'État ; à la tête de l’autre, un amiral relevant directement de l'Empereur.

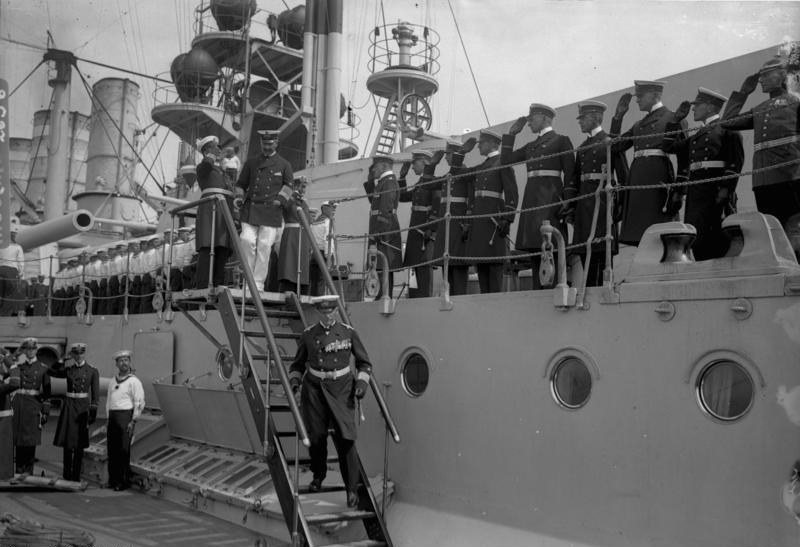
Le cuirassé Oldenburg, l'empereur Guillaume II.

Jamais l'Allemagne ne s'était beaucoup préoccupée de la « guerre de course ». Elle soignait particulièrement son escadre cuirassée, en mettant à profit les ressources de son admirable métallurgie. Ses navires étaient répartis méthodiquement en division, où les unités étaient toutes semblables. Dans ses ports et ses arsenaux régnaient la même méthode et la même discipline. Pour qu'une expérience consommée appuie l'instruction théorique des officiers et des marins, on leur ordonnait de manœuvrer sur des mers difficiles et même dans des conditions périlleuses. Guillaume II, en mettant le yachting à la mode, faisait du sport un instrument de progrès.
L'association maritime, Flottenverein, soutenue par les pouvoirs publics, ne négligeait rien pour faire connaître et aimer la marine dans tout le pays. Les maîtres d'école conduisaient les écoliers dans les musées de marine; là, ils leur donnaient force explications de nature à leur inspirer le goût des expéditions lointaines.
En février 1914, l’amiral von Tirpitz, secrétaire d'État (ministre) de la Marine, avait insisté sur le rôle représentatif que devaient tenir les bâtiments de guerre, « portant l'autorité du pavillon national partout où pénètre le commerce ». L'Allemagne voulait avoir une flotte supplémentaire de croiseurs cuirassés, de croiseurs légers, de torpilleurs et de bâtiments de service, prête à appuyer la propagande de représentant commerciaux. Tirpitz ajouta que l'effort de l'Allemagne devait tendre à renforcer beaucoup plus activement ses forces en service dans les eaux étrangères.

### Politique navale de Guillaume II et rivalité anglo-allemande
À la fin du XIXe siècle, la Grande-Bretagne, première puissance navale et coloniale de l'époque, tient à confirmer la supériorité de sa Royal Navy. En 1888, la peur d'une guerre avec la France et l'accroissement de la flotte russe font redémarrer la construction navale : le British Naval Defence Act de 1889 entraîne la construction de huit nouveaux cuirassés britanniques. Dans ces dernières années du XIXe siècle et au tout début du XXe siècle, la course à la construction des cuirassés est attisée par l'opposition entre le Royaume-Uni et l'Allemagne. Les lois allemandes de 1890 et 1898 autorisent la construction d'une flotte de 38 cuirassés, ce qui menace l'équilibre naval. Si la Grande-Bretagne répond par davantage de nouveaux navires, elle n'en a pas moins perdu une grande partie de sa suprématie. En 1883, le Royaume-Uni possède 38 cuirassés, deux fois plus que la France et à peu près autant que le reste du monde réuni.
Le Royaume-Uni obtint des ententes amicales avec la France et la Russie pour parer la menace navale allemande, créant dès lors une division de l'Europe en deux alliances rivales de grandes puissances : la Triple-Entente de la France, la Russie et du Royaume-Uni; et la Triple-Alliance (ou Triplice) de l'Allemagne, l'Autriche-Hongrie et l'Italie (voir Première Guerre mondiale). Ces jeux d'alliances augmentèrent considérablement le risque de guerre généralisée, un conflit entre un membre d'une alliance avec un membre de l'autre alliance suffisant à entraîner les autres membres dans la guerre par invocation de l'alliance ou par présomption que l'autre camp invoquera son alliance respective. C'est ce qui se produisit finalement de juillet à août 1914 : l'Allemagne appuya l'Autriche-Hongrie contre la Russie dans les Balkans et, considérant que n'importe quel conflit requerrait la mobilisation allemande face à la France, appliqua son plan Schlieffen. Le plan Schlieffen impliqua la violation de la neutralité de la Belgique, donnant un casus belli au Royaume-Uni via le traité de Londres.
L'effectif, prévu par la loi navale de 1912, et qui devait être réalisé en 1920, comprenait 8 grands croiseurs et 10 petits croiseurs. D'après cette même loi navale, l'administration de la marine devait mettre en chantier, chaque année, de 1912 à 1917, 1 grand croiseur et 2 petits. Le secrétaire d'État avait demandé qu'on accrût le nombre de mises en chantier annuelles. L'augmentation du programme naval est un nouveau succès pour l'activité et les efforts continus de la Ligue navale. Placée, dès son début, sous le patronage de l'Empereur et sous la direction du prince Henri de Prusse, cette Ligue ne néglige rien pour aider l'Empereur à tenir l'engagement fameux : « Comme mon grand-père a travaillé pour refaire notre armée, je travaillerais sans trêve à refaire notre marine, afin qu'elle devienne comparable à l'armée de terre et permette à l'Empire de s'élever à un nouveau degré de puissance ».
En 1914, la flotte allemande est la seconde plus puissante du monde, après la flotte anglaise. Mais contrairement à la Grande-Bretagne, l'Allemagne ne possédait que 13 dreadnoughts et 5 croiseurs de bataille.

## Aviation militaire
L'Allemagne, s'inspirant d'une aviation française, adoptait le dirigeable de forme rigide. Au commencement de 1914, elle a 7 Zeppelin de 20 000 mètres cubes, 1 Siemens-Schuckert et 6 Parseval, en tout 14 dirigeables. Le cube total s'élève à 203 000 mètres cubes. Certains moteurs sont de 600 et même de 800 chevaux. La vitesse des dirigeables atteignait 80 à 95 kilomètres à l'heure. Ils disposaient de 8 tonnes de charge utile, dont une tonne et demie réservée aux projectiles. Ils faisaient tomber des projectiles de 600 et même de 800 kilos, sans interrompre leur marche. Ils pouvaient porter 12 à 25 hommes. Leur nacelle de 60 mètres allait de la gondole antérieure à la gondole postérieure, destinées toutes deux à recevoir les moteurs. Elle était disposée, en temps de guerre, de la façon la plus commode pour la manœuvre et l'offensive. Pour la défense, les hommes avaient, dans leur nacelle, des mitrailleuses. Au-dessus du ballon, une longue passerelle portait d'autres mitrailleuses lançant 600 balles à la minute. À travers le ballon, une longue cheminée permettait de communiquer de la nacelle à la plate forme supérieure.
En sept ans, 12 Zeppelin furent détruits. À chaque catastrophe, 2 Zeppelin nouveaux étaient commandés. En septembre 1913, l'un d'eux s'est perdu en mer dans des conditions dramatiques : 16 hommes périrent. Immédiatement, on construisit un nouveau Zeppelin II, dans lequel on supprima la quille ainsi que le passage d'air entre le moteur et le ballon : la carapace fit corps avec les moteurs, les nacelles, le réservoir à combustible. Ce Zeppelin II ainsi construit, prit feu et explosa. Immédiatement, 10 "anciens" Zeppelin étaient mis en construction.
Les hangars allemands formaient un vaste réseau : chacun d'eux avait une longueur de 135 à 180 mètres. Il existait un groupe central autour de Berlin : Johannisthal, Tegel et Biesdorf,; puis une série intermédiaire : Potsdam, Bitterfeld, Leipzig et Gotha ; enfin, le long de la frontière française, du nord au sud : Hamm, Düsseldorf, Cologne, Francfort-sur-le-Main, Mannheim, Baden-Baden, Strasbourg, puis, plus en avant, Metz. Ces hangars étaient, depuis 1914, construits sur de grandes plates-formes tournantes, qui, en décrivant un quart de cercle, leur permettaient de faire toujours face, par une de leurs extrémités, au vent favorable pour l'entrée ou la sortie.

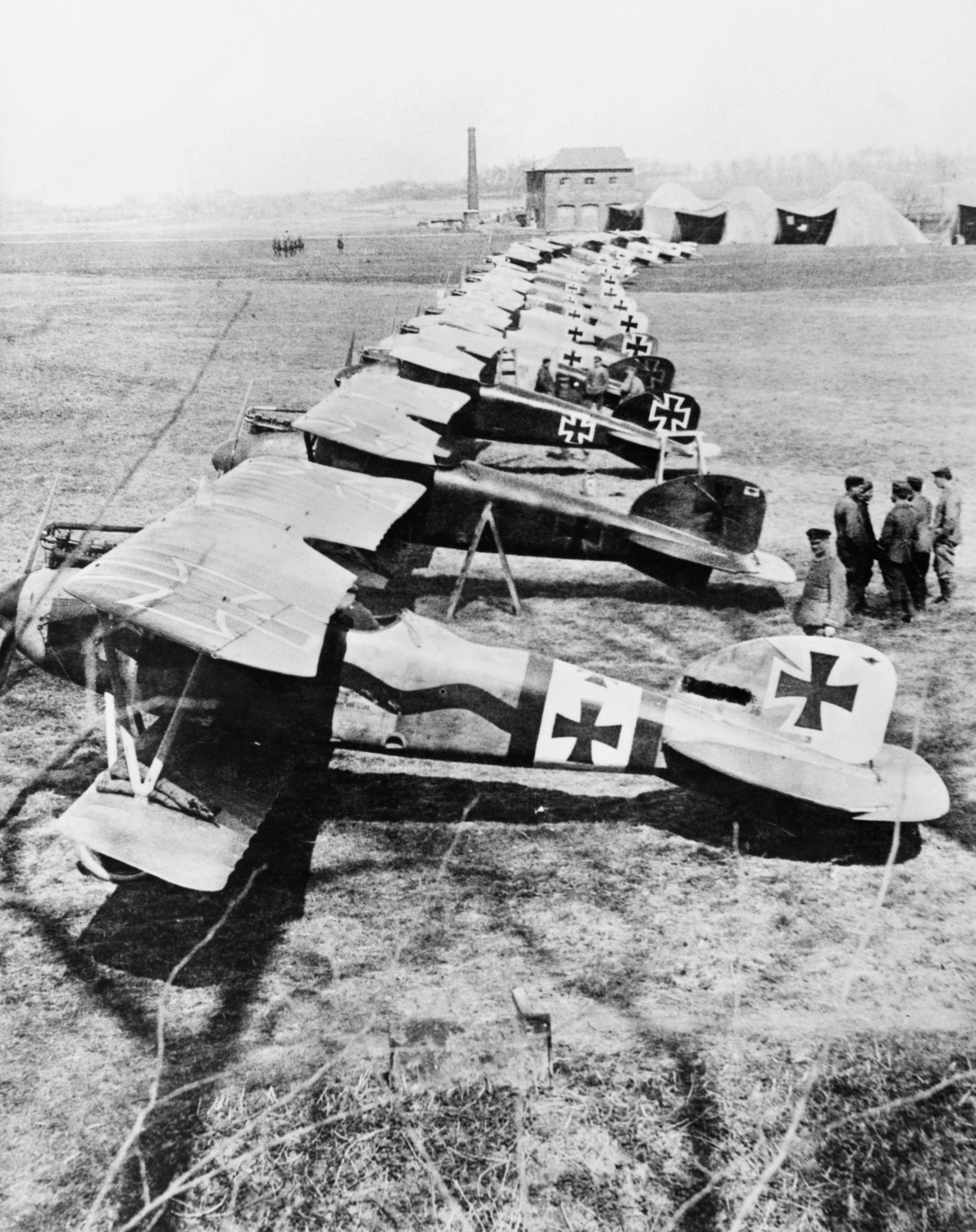
L'Albatros D.III, un des plus célèbres avions allemands de la Grande Guerre.

L'Allemagne comptait beaucoup sur le rôle nocturne de ses dirigeables. Dans leurs manœuvres, tantôt ils éclairaient la route devant une armée en marche, tantôt ils mettaient subitement l'ennemi en pleine lumière.
En voyant l'héroïque succès de l'aviation en France, l'Allemagne s'était appliquée, avec méthode et opiniâtreté, à se munir aussi de cette nouvelle arme. Ses moteurs, d'abord inférieurs aux moteurs français, atteignaient le chiffre de 200 chevaux. Elle faisait non seulement armer, mais blinder ses appareils. À vrai dire, beaucoup d'aviateurs expérimentés restent persuadés que la vitesse de l'appareil constitue sa meilleure défense. Jusqu'en 1914, l'Allemagne n'avait pas créé, pour l'aviation, d'école militaire d'État. Elle laissait cette initiative aux constructeurs privés. À Halberstadt, par exemple, à côté de l'école civile, se trouvait une maison où les officiers aviateurs habitaient et où ils suivaient des cours de géographie, de météorologie et de mécanique. À bord des avions, la télégraphie sans fil donna de bons résultats. Les aviateurs s'exerçaient à parcourir de grandes étendues sans escale, à poursuivre les aéroplanes et, dans des manœuvres de nuit, à surprendre l'ennemi pour le détruire ou le déconcerter.